# Hospital Dr. Bartholomeu Tacchini
O Hospital Dr. Bartholomeu Tacchini, conhecido também por Hospital Tacchini, é um hospital brasileiro, na cidade de Bento Gonçalves, que atende pelo SUS e também pelo Tacchimed, um plano de saúde privado.
O hospital é uma das referências à nível estadual, e até a nível nacional, sendo detentora da normatização ISO 9001:2008, nas áreas de Diagnóstico por Imagem, Pronto Socorro, Oncologia e Quimioterapia.